# 百花洲文艺出版社
百花洲文艺出版社是位于江西省南昌市的一家出版社，1989年7月成立。该社主要出版当地作家作品，主要包括当代、现代的文学艺术作品、文艺理论、文艺批评专著；也出版古代文学作品、外国文学作品等有关资料。ISBN前缀7-80579。
由江西出版集团公司主导，出版社代号为5500。